# Königsfeld (Oberfranken)
Königsfeld este o comună aflată în districtul Bamberg, landul Bavaria, Germania.